# Función zeta de Hasse-Weil
En matemática, la función zeta de Hasse-Weil asociada a una variedad algebraica V definida sobre un cuerpo numérico K es uno de los dos tipos más importantes de funciones L. Estas funciones L son llamadas 'globales', en el sentido en que se definen como productos de Euler en términos de funciones zeta locales. Ellas forman una de las dos principales clases de funciones L globales, las otras son las funciones L asociadas a la representación automórfica. Se podría conjeturar que en realidad existe solo un tipo esencial de función L global, con dos descripciones (según se aproxime uno desde una vaiedad algebraica, o desde una representación automórfica); esta sería una generalización muy amplia de la conjetura de Taniyama-Shimura, que es en sí misma un resultado muy profundo y reciente (2004) en la teoría de números.
La descripción de la función zeta de Hasse-Weil hasta un número finito de factores de su producto de Euler es relativamente simple. Su desarrollo sigue la sugerencias iniciales de Helmut Hasse y André Weil, motivados por el caso en que V es un punto simple, y los resultados de la función zeta de Riemann.